# Хант, Линн
Линн Эйвери Хант (англ. Lynn Avery Hunt; род. 16 ноября 1945, Панама) — американский историк, специалист по Французской революции.
Доктор философии (1973), именной профессор Калифорнийского университета в Лос-Анджелесе. Член Американского философского общества. Президент Американской исторической ассоциации (2002).
Одна из основателей направления «история культуры» и первых редакторов журнала «Representations».

## Биография
Провела детство в городе Сент-Пол (штат Миннесота). Линн была старшей из трех дочерей в семье Ричарда и Руби Хант; отец был инженером, мать занималась политикой. Её дед по материнской линии был эмигрантом из России, потомком немцев-колонистов с Украины, а бабушка родилась в США в семье эмигрантов из Германии.
Училась в Карлтонском колледже, в 1967 году получила диплом бакалавра. Затем продолжила образование в Стэнфордском университете, где получила магистерскую (1968) и докторскую (1973) степени (тема докторской диссертации — «Муниципальная революция 1789 года в Труа и Реймсе». Вскоре после защиты Хант переработала текст диссертации и в 1978 году издала её отдельной монографией в издательстве Стэнфордского университета, в 1980 монография была отмечена премией prix Albert Babeau of the Société Académique de l’Aube.
После защиты докторской диссертации карьера Линн Хант была связана с Калифорнийским университетом в Беркли, где она преподавала четырнадцать лет (1974—1987). Там Линн Хант продолжила изучение проблем региональной политики, сравнивала ситуацию в разных городах и разных национальных провинциях революционной Франции: поначалу её интересовали механизмы принятия решений на местах и столкновение локальных политик, а затем Хант обратилась к проблемам социальной истории. В начале 1980-х Хант присоединилась к инициативной группе вокруг основанного в Беркли журнала «Representations» и вскоре начала независимый междисциплинарный проект по исследованию культуры Французской революции.
Следующий этап в её карьере был связан с Пенсильванским университетом, 1987—1998. В её исследованиях стало заметно влияние психоанализа, начала преобладать гендерная проблематика и исследование телесности, телесных практик и телесной риторики, Хант писала о «политической порнографии» и эротизме в политике и культуре нового времени. С 1999 года она занимает позицию именного профессора истории Европы нового времени в Калифорнийском университете в Лос-Анджелесе (англ.  Professor of History & Eugen Weber Endowed Chair in Modern European History).
Профессор Хант преподаёт историю Франции и историю Европы нового времени, занимается проблемами методологии и критикой современных направлений в историографии, много сделала для продвижения современного направления истории культуры. В последнее время она занялась историей прав человека (её интересовало рождение «прав человека» в XVIII веке), историей религии (исследовала представления XVIII века о мировых религиях). Её книги переведены на французский, немецкий, итальянский, японский, корейский, турецкий, португальский, испанский, китайский, польский и чешский языки.
Соавтор Маргарет Джейкоб.
Соредактор (совм. со Сьюзан Десан) The French Revolution in Global Perspective (Cornell, 2013) {Рец. Л. Колли}.

## Основные публикации
Права человека
- Inventing Human Rights: A History (2007)

Французская революция
- Revolution and Urban Politics in Provincial France (1978)
- Politics, Culture, and Class in the French Revolution (1984)
- The Family Romance of the French Revolution (1992)
- Liberty, Equality, Fraternity: Exploring the French Revolution (2001, в соавторстве с Jack R. Censer), хрестоматия с приложением cd-диска и веб-сайта (http://chnm.gmu.edu/revolution/)

Культуральная история
- The New Cultural History (1989)
- Telling the Truth about History (1994)
- Histories: French Constructions of the Past (1995)
- Beyond the Cultural Turn (1999)
- La storia culturale nell’eta globale, Edizioni ETS, Pisa, 2010